# Municipio de Mill Creek (Misuri)
El municipio de Mill Creek (en inglés: Mill Creek Township) es un municipio ubicado en el condado de Morgan en el estado estadounidense de Misuri. En el año 2010 tenía una población de 1107 habitantes y una densidad poblacional de 6,64 personas por km².

## Geografía
El municipio de Mill Creek se encuentra ubicado en las coordenadas 38°35′45″N 92°52′45″O / 38.59583, -92.87917. Según la Oficina del Censo de los Estados Unidos, el municipio tiene una superficie total de 166.63 km², de la cual 166,55 km² corresponden a tierra firme y (0,04 %) 0,07 km² es agua.

## Demografía
Según el censo de 2010, había 1107 personas residiendo en el municipio de Mill Creek. La densidad de población era de 6,64 hab./km². De los 1107 habitantes, el municipio de Mill Creek estaba compuesto por el 97,56 % blancos, el 0,36 % eran afroamericanos, el 0,09 % eran asiáticos, el 0,27 % eran de otras razas y el 1,72 % eran de una mezcla de razas. Del total de la población el 2,17 % eran hispanos o latinos de cualquier raza.